# ミリキア・エクスケルサ
ミリキア・エクスケルサ（Milicia excelsa (Welw.) C.C.Berg）とは、クワ科ミリキア属の樹木の一種である。シノニムの Chlorophora excelsa (Welw.) Benth. & Hook.f. で言及した文献も複数存在し、イロコ（iroko）という木材が得られる（参照: #利用）。自生地はアフリカ諸国の広範囲にわたる（参照: #分布）が、東アフリカでは伐採によって個体数が激減し絶滅の懸念が生じている（参照: #保全状況）。西アフリカでは聖なる木あるいは精霊の宿る木と信じられている（参照: #民俗）。

## 分類
本種はまず1869年にオーストリアのフリードリヒ・ヴェルヴィッチュ（Friedrich Welwitsch）がアンゴラで自ら採取した標本1559番を基にクワ科クワ属の Morus excelsa として記載した。その後1880年にジョージ・ベンサム（George Bentham）とジョセフ・ダルトン・フッカーによりクロロフォラ属（Chlorophora）に移され、1982年になってコルネリス・クリスティアーン・ベルフ（Cornelis Christiaan Berg）により Bulletin du Jardin Botanique National de Belgique 第52巻、p. 227 においてミリキア属に分類し直された。ほかにハリグワ属と見做されたために Maclura excelsa (Welw.) Bureau や当初は別種と考えられた Milicia africana Sims というシノニムも存在する。

## 分布
アンゴラ、ウガンダ、エチオピア、ガーナ、ガボン、カメルーン、ケニア、コートジボワール、コンゴ共和国、コンゴ民主共和国、サントメ・プリンシペ（サントメ島）、シエラレオネ、ジンバブエ、スーダン、赤道ギニア（ビオコ島）、タンザニア、中央アフリカ共和国、トーゴ、ナイジェリア、ブルンジ、ベナン、マラウイ、南スーダン、モザンビーク、ルワンダに自生する。
低地林や湿ったサバンナに生育する。

## 特徴
樹高30メートル以上に達する場合もある落葉性高木で、幹は円筒状、古い個体の幹はまっすぐ分枝することなく伸びて21メートルにはなり、直径2メートルとなり得る。高い傘状の樹冠は限られた数の太い枝から形成される。雌雄異株であり、雌株の最後の枝は下垂するが、雄株の場合はまっすぐになる。以下は部位ごとの解説となる。
樹皮は太く、青白い灰色でやがて茶色となり、少しばかり乳のような樹液を出す。
葉は大きく卵型で18センチメートルにまでなり、細めで、先端がはっきり尖っており、10-18対の葉脈を持つが葉縁には見られず、基部は円形で側面が不揃いであることが多く、茎は最長で4センチメートル、葉縁は細かい鋸歯があり波状である。葉は樹皮と同様の液を分泌する。
花は雄花も雌花も小さい花穂となり、雄花は15センチメートル以下の尾状花序となって垂れ下がり、雌花は雄花よりも短く太い。
果実は小さな痩果が集まり、クワの実が長く伸びて緑色になったような芋虫状の集合果で、全体が6-7センチメートル、小さくて堅い種子を包む柔らかい果肉が鳥やコウモリを惹きつける。
種子は急速に生育可能性を失ってしまう。

## 人間との関係
国際的に流通する木材などが得られる有用植物であり、また生育する地域においてはこの木にまつわる言い伝えや俗信が見られる。

### 利用
生育地の一部である東アフリカ諸国における本種の利用法には以下のようなものがある。○印はその利用法があることを表す。
|                    |                    | ウガンダ | エチオピア | ケニア | タンザニア |
| ------------------ | ------------------ | -------- | ---------- | ------ | ---------- |
| 薪                 | 薪                 | ○        | ○          | ○      | ○          |
| 木炭               | 木炭               | ○        | ○          | ○      | ○          |
| 木材               | 家具               | ○        | ○          | ○      | ○          |
| 木材               | ボート             | ○        |            | ○      | ○          |
| 柱                 | 柱                 |          |            | ○      |            |
| 道具の柄           | 道具の柄           |          |            | ○      |            |
| 薬用（樹皮を使用） | 薬用（樹皮を使用） |          |            | ○      |            |
| 飼料               | 飼料               |          |            | ○      |            |
| 蜜蜂の餌           | 蜜蜂の餌           |          |            | ○      |            |
| 木陰づくり         | 木陰づくり         | ○        | ○          | ○      | ○          |
| 鑑賞用             | 鑑賞用             | ○        | ○          | ○      | ○          |
| マルチング         | マルチング         | ○        | ○          | ○      | ○          |
| 土壌の保全         | 土壌の保全         | ○        |            | ○      |            |
| 儀礼               | 儀礼               |          |            | ○      |            |

#### 木材

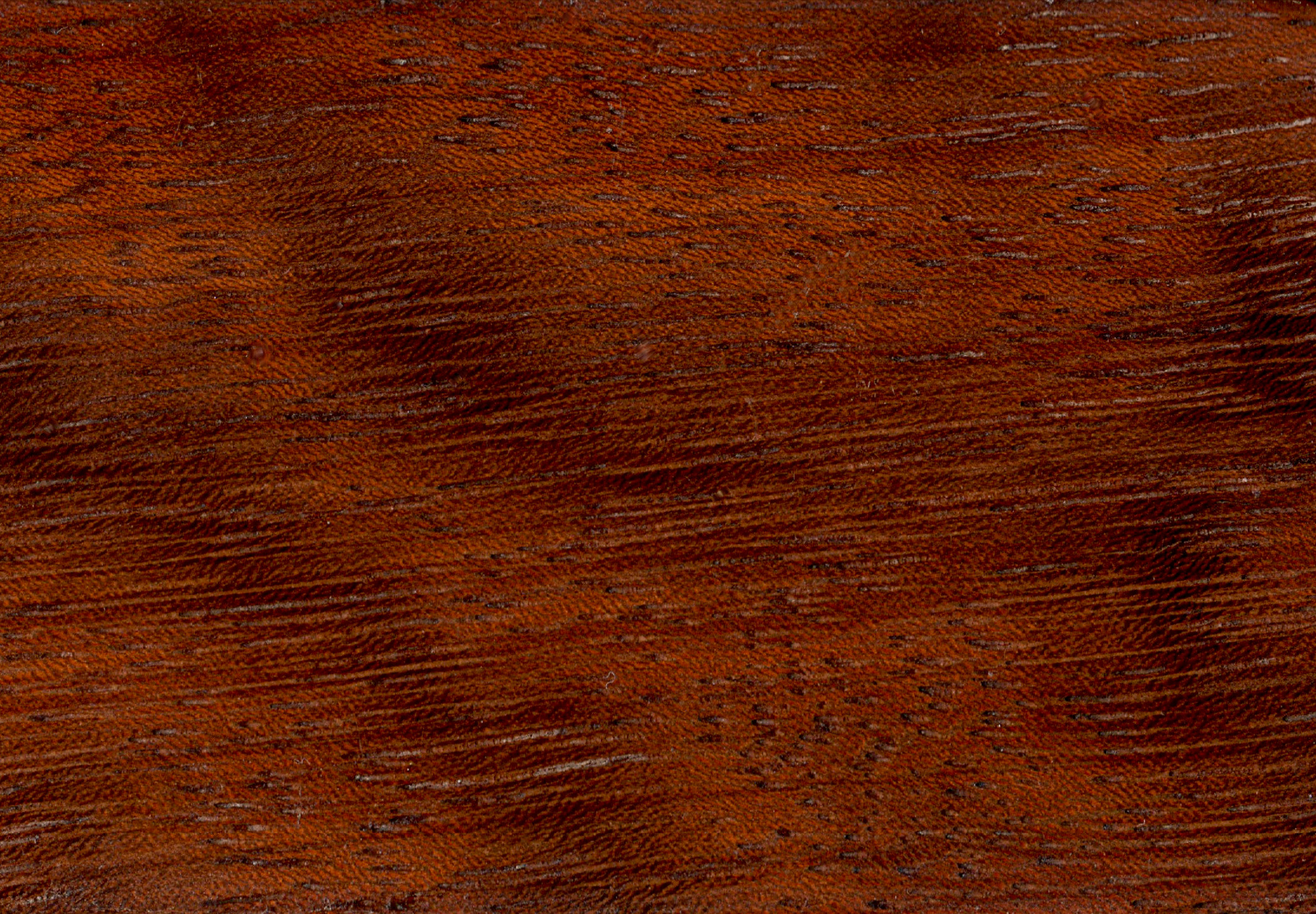
イロコ材

ミリキア・エクスケルサや同属のミリキア・レギア（Milicia regia）から得られる木材はイロコ材（iroko）と呼ばれ、国際的に流通している。伐採業者はミリキア・エクスケルサとミリキア・レギアとを区別しない。
心材は黄褐色のち暗褐色、辺材は対照的に淡色。交錯木理を持つ。乾燥は早く良好である一方、剛性と耐衝撃性が極端に低く、また木理の中に炭酸石灰の堆積物（ストーン）が隠れている場合があり、加工の際に道具の刃先を傷めやすい。材の耐久性は良く、シロアリなどに対する抵抗性を有する。
チークの代替材となり、用途としては研究室作業台天板、水切り板、薬品などの排水溝板や船舶、海中構造物（海洋工事資材）、車両などを建造するための資材が挙げられる。そのほか家具材としても用いられる。イロコは生育地であるアフリカにおいては木彫り細工に用いられてきており、たとえば西アフリカのコノ人やダン人たち（両民族に関しては#民俗も参照）は神聖な仮面を製作するために、またナイジェリアのイガラ人（Igala）も仮面や彫像作りにイロコを用いていたことがある。
ただ、木材を得るための伐採が過剰に行われた結果個体数が著しく減少し、国によっては保護対象とされていたり、国際機関が警鐘を鳴らしたりする事態となっている。詳細については#保全状況を参照。

### 民俗

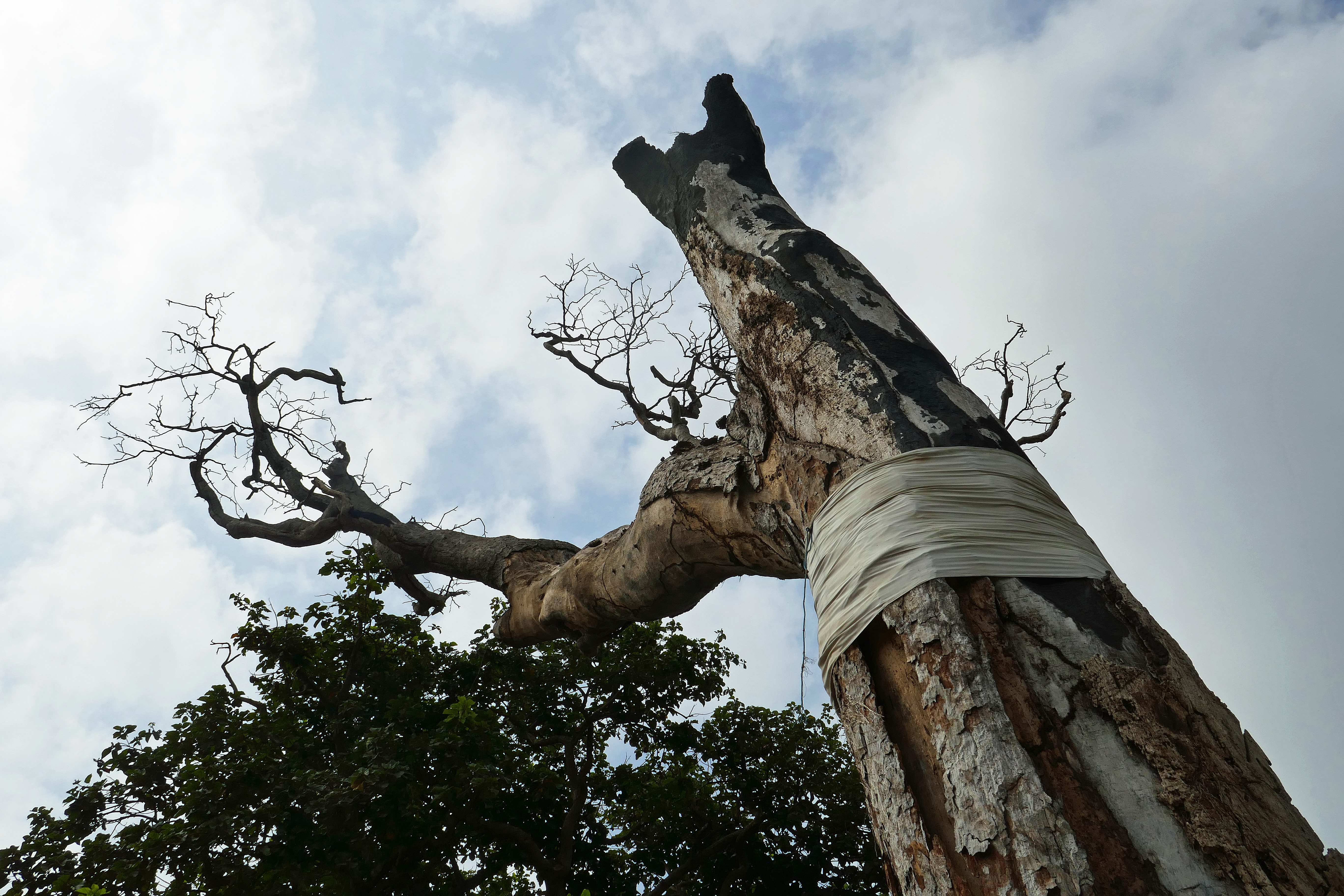
白い布が巻かれた聖なるミリキア・エクスケルサの木。ベナン、ウィダー（Ouidah）のニシキヘビ神殿（Temple des Pythons）にて。

Schnell (1946) によれば、ミリキア・エクスケルサはコノ人（Kono、Konnoh）やマノ人（Mano、Manon）、ダン人（Dan、Yacoba、Yacouba、Yakuba）などの間で聖なる木として扱われていたとされ、生贄や供物が捧げられていた。たとえばナイジェリアのヨルバ語圏では奉納品として幹の周りに白い布が結ばれる。また村落はこの木の近くに位置していたことが多く、場合によっては村内に植樹されていたこともあった。
ミリキア・エクスケルサは多産や出産と結び付けられる傾向があり、ナイジェリア南部のイボ人（Igbo、Ibo）からは新生児に魂を吹き込むと信じられている（Andoh 1986）。
ミリキア・エクスケルサは同じナイジェリアのヨルバ人（Yoruba）からは ìrókò（イロコ）の名で知られ、バオバブ（Adansonia digitata; ヨルバ語: osè）と共に精霊が棲む木と考えられているが、その性格はいたずら好きであるとされる。ヨルバ語のことわざには Ọmọdé bú ìrókò ó bojú wo ẹ̀yìn; ó ti gbàgbé pé olúwere kìí pa ẹni lóòjọ́. というものがあり、文字通りには「子どもがイロコにいたずらをして、木が追いかけてこないか振り返りながら逃げたが、その子は木の精霊が辱められたその日のうちに仕返しをするわけではないということを忘れている」と訳され得る。このことわざの大意は、イロコの木にいたずらをした子どもはその日は何の罰も受けずに済むかもしれないが、忘れた頃になってイロコの木の精霊からの仕返しを必ず受けるというものであり、他人に対して悪事から手を引くようにさとす際に用いられる。
ガーナのホ地方（Ho）ではこの木は小人の棲家であると信じられており（Asamoah 1985）、この木の下で生贄の儀式が行われ、木材からは聖なるドラムや棺も製作される。
コートジボワールのゲレ人（Gueré、Guéré）やウビ人（Oubi）にとってもミリキア・エクスケルサは生贄の儀式の場所である（Téhé 1980）。
他方、ミリキア・エクスケルサを不吉な存在として避ける文化も存在する。主にケニア南西部に暮らすルオ人（Luo）の間ではこの木は身内の死を引き起こすと信じられるため家の敷地に植えたりはせず、また伝統的にはドアやベッドにイロコ材を使うことはできないとされている。

## 保全状況
LOWER RISK - Near Threatened (IUCN Red List Ver. 2.3 (1994))
ミリキア・エクスケルサから得られるイロコ材は先述の通りチークの代替材として知られ、かつては東アフリカがその一大供給源であったがやがて供給は細り、西アフリカが大量の輸出を継続している状況である。ケニアではかつてはよく見られたが多くが伐採され、残りの個体は海岸部やメルー県（Meru）、ニャンザ州（Nyanza）で見られるのみである。タンザニアでは保護対象とされ、許可を得ずに伐採することは禁じられており、また茶の栽培地ではプランテーションの敷地内にミリキア・エクスケルサが生えていたとしても放置することが求められている。
国際自然保護連合（IUCN）のレッドリストにも掲載されており、評価は準絶滅危惧（Lower Risk/near threatened ver 2.3）とされている。

## 諸言語における呼称
英語では、以下のようにいくつもの呼称が存在する。
- African teak[19][23]（アフリカンチーク[15]）、iroko[23]、rock elm[23]、counter wood[23]、cokewood[23]、mulberry[23]、African oak[23]、Nigerian teak[23]

### 西アフリカ
西アフリカの諸言語では以下のように言語系統を跨いで互いに似通った呼称が見られるが、これはガーナ南部とナイジェリア南西部という2つの地点において本種の木材としての価値が認知され、貿易の発展とともに特定の呼称が急速に普及し、もともと存在していた地域における呼称を駆逐したためであると考えられる。表は原則として Blench (2006:201) に拠るが、Hammarström et al. (2018) のように細分化された分類も見られるため、注釈で細かい区分を該当言語が話されている国とともに示した。また各言語の日本語名は原則として『言語学大辞典』（個別項目が存在しないものに関しては「西クワ諸語」などの項も参照）に拠る。アデレ語、ボウィリ語、ントゥルボ語の同定には Lewis et al. (2015) を用いた。
| [ 注 6 ]                          | [ 注 7 ]                     | 言語名                                    | 単数形 | 複数形 |
| --------------------------------- | ---------------------------- | ----------------------------------------- | ------ | ------ |
| クワ諸語（Kwa）                   | タノ諸語（Tano）             | チュイ語（Twi）                           | odum   |        |
| クワ諸語（Kwa）                   | タノ諸語（Tano）             | ガ語（Ga）                                | odúm   |        |
| クワ諸語（Kwa）                   | N. Guang                     | ギチョーデ語（Gikyode）                   | òdúm   | ìdúm   |
| クワ諸語（Kwa）                   | ナ諸語（Na-Togo）            | アデレ語（Gidere、Adele）                 | ólókò  | ílókò  |
| クワ諸語（Kwa）                   | ナ諸語（Na-Togo）            | レレミ語（Lelemi）                        | odúm   |        |
| クワ諸語（Kwa）                   | ナ諸語（Na-Togo）            | セレ語（Sɛlɛ、Selee）                     | ódúmú  | sidúmú |
| クワ諸語（Kwa）                   | カ諸語（Ka-Togo）            | ボウィリ語（Tuwuli、Bowili）              | òdúm   | tudúm  |
| グル諸語（Gur）                   |                              | ントゥルボ語（Ntrubo; 別名: デロ語 Delo） | ódùm   |        |
| ベヌエ・コンゴ諸語（Benue-Congo） | ヨルボイド諸語（Yoruboid）   | ヨルバ語（Yoruba）                        | ìrókò  |        |
| ベヌエ・コンゴ諸語（Benue-Congo） | ヨルボイド諸語（Yoruboid）   | イガラ語（Igala）                         | ùlókò  |        |
| ベヌエ・コンゴ諸語（Benue-Congo） | イドモイド諸語               | イドマ語（Idoma）                         | ulóko  |        |
| ベヌエ・コンゴ諸語（Benue-Congo） | ヌポイド諸語（Nupoid）       | ヌペ語（Nupe）                            | rokò   |        |
| ベヌエ・コンゴ諸語（Benue-Congo） | エドイド諸語（Edoid）        | エド語（Ẹdo）                             | ulóko  |        |
| ベヌエ・コンゴ諸語（Benue-Congo） | ジュクノイド諸語（Jukunoid） | Wapan語 (en)                              | rokò   |        |
|                                   |                              |                                           |        |        |
| イジョイド語族（Ijoid）           | Ịzọn                         | Izon語 (en) エグベマ方言（Egbema）        | iróko  |        |
|                                   |                              |                                           |        |        |
| チャド語派（Chadic）              | 西チャド諸語（West）         | ハウサ語（Hausa）                         | lóókó  |        |

またギニアおよびリベリアで話されているマノ語（Mano、Manon）では geï、ギニア・リベリア・コートジボワールの3ヶ国で話されているダン語（Dan、Yacouba、Yacoba、Yakuba）では =göö- あるいは go や ge、リベリアおよびコートジボワールのウビ語（Oubi、Glio-Ubi）では gę、コートジボワールのゲレ語（Guéré）では gehe（Viard 1934: 85）、gé、kiau、ギニアのコノ語（Kono、Konnoh）では ge というが、これらは全て同属のミリキア・レギア（Milicia regia）と共通の呼称である。その他、西アフリカの国別に見た諸言語における名は以下の通りである。
- セヌフォ語: guandiblé[28]
- フラニ語: kimme, timme[27]
- マリンケ語: sili[27]

ギニア:
- クペレ語（別名: Guerze）:〔ウェタ (Ouéta) 地方〕 seã, hiyã[27]
- スス語: simme[27]
- Toma語: semma, semagi[27]

シエラレオネ:
- テムネ語: tema[27]
- メンデ語: semei[27]

シエラレオネ-リベリア:
- キシ語（Kissi）: semon, sinyon[27]

コートジボワール:
- アヴィカム語（Avikam; 別名: Brignan）: égouzi[28]
- アチェ語（Attié）: gi[27]
- ウォベ語（Wobé）: ge[27]
- エブリエ語（Ebrié）: agou[28], agi, agwe[27]
- グバン語（Gban; 別名: Gagou）: guédé, guié[28], dye[27]
- クランゴ語（Bondoukou Kulango）: gué - nlé[28], ge-nle[27]
- グロ語（Gouro, Guro）: gɔwɔ́lɛ́[29], gaolé, kaouré, gouéoré, gohouré[28], geore[27]
- ジュラ語: cin[28]
- タグバナ語（Tagbana, Tagouana, Tagwana; セヌフォ語の下位分類）: niara[28]
- バウレ語（Baoulé）: ala[28][30], itiemé[28]
- ネヨ語[注 29]: gigie[27]
- ベテ語（Bété）: diédié[28], gi-gi[27]

コートジボワールおよびガーナ:
- アニ語: ala（アオウィン方言も同じ）[30], élui[28]
- ンゼマ語: elunli, elui[30], odoum[28]

ガーナ:
- アカン語:〔チュイおよびアサンテ方言〕odum[30]
- アダングメ語（Adangme）: odum, edi[30]
- エウェ語: odum[30]
- ガ語: odum[30]
- セフウィ語（Sehwi; 別名: Ɛsa）: ala[30]

トーゴ-ベナン:
- フォン語（別名: Dahomeen）: rokko[27]

ナイジェリア:
- イボ語: oje[27]

### 中部アフリカ
カメルーンには以下のような現地語名が見られる。
- エウォンド語: abaṅ
- ドゥアラ語: baṅ

ガボンでは以下のような現地語名が存在する。
- ヴァラマ語（Varama; 別名: Barama、Bavarama）: kambala[31]
- ヴィヤ語（Viya; 別名: Eviya、Ivéa）: ndjèngè-mandji[31]
- ヴング語（Vungu; 別名: Vumbu）: kambala[31]
- ケレ語（Kélé）: bangwè[31]
- コタ語（Kota）: mandji[31]
- シラ語（Shira; 別名: Eshira）: kambala[31]
- セケ語（Seke; 別名: Seki）: nombo[31]
- ツォゴ語（Tsogo; 別名: Mitsogo）: tsèngè-a-mandji[31]
- ドゥマ語（Duma; 別名: Badouma）: mbangi[31]
- ピンジ語（Pinji; 別名: Apindji）: tsèngè-a-mandji[31]
- ファン語: abang[31]
- プヌ語（Punu）: kambala[31]
- ベンガ語（Benga）: mandji[31]
- ボヴェ語（Pove; 別名: Bubi、Vove）: obangi[31][32]
- ミエネ語（Myene; 別名: Omyene）:〔ガルワ方言、ロンゴ方言、ンコミ方言、ンポングウェ方言〕mandji[31]
- ミンドゥウモ語（Minduumo; 別名: Mindoumou、Ndumu）: mbangi、mobami[31]
- ルンブ語（Lumbu; 別名: Baloumbou）: mandji[31]
- ングビ語（Ngubi; 別名: Ngowé）: mandji[31]
- ンゼビ語（Nzebi; 別名: Bandzabi、Njebi）: mbèngi[31]
- Vili語（別名: Ibhili）: mandji[31]
- Wumpfu語（別名: Bawumpfu）: mbangi[31]

コンゴ共和国では以下のような現地語名が存在する。
- アクワ語（Akwa）: molondo[33]
- ヴィリ語（Vili）: nkaambala[33]
- コヨ語（Koyo）: okoo、okoko[33]
- コンゴ語:
  - ラーリ語: nkaamba[33]
- バクウェレ語（Bakwele; 別名: Bekwil）: mbeng[33]
- プヌ語: nkaambala[33]
- ボンギリ語（Bongili）: molondu[33]
- ムボシ語（Mbosi）: okoo、okoko[33]
- ヨンベ語（Yombe）: nkambala
- ルンブ語: nkaambala[33]
- ンゼビ語: nbengi[33]
- ンバンバ語（Mbamba; 別名: ンバーマ語 Mbaama）: nbengi[33]
- Bonjo語: molondo[33]

コンゴ民主共和国（旧ザイール）では以下のような現地語名が存在する。
- ザンデ語: beket[34]
- スワヒリ語: lusanga、mufula、muvula、mvula、mvuli[34]
- テケ語[注 30]: molunu[34]
- テテラ語: olundu、ulundu[34]
- ナンデ語: punga、ponga[34]
- バンガラ語（Bangala）: bangi、doondo、lebia[34]
- ビラ語（Bila; 別名: Kibila）: mbala[34]
- ベラ語（Bera; 別名: Bira、Kibira）: mbara[34]
- ホロホロ語（Holoholo; 別名: Kiholoholo）: mukamba、mabule[34]
- モンゴ語: bolendo、bolondo、bolundu、nagwanda[34]
- ヨンベ語: kamba、nkamba、kamba-kamba、kambala[34]
- ルバ・カサイ語（別名: Tshiluba）: nsanga、sanga、sanga-sanga[34]
- ルバ・カタンガ語（別名: Kiluba）: lusanga、mufula、muvula、mvula、mvuli[34]
- ルワンダ語: mukamba、mabule[34]
- レガ語（Lega; 別名: Kirega）: ikamba、mumvula[34]
- レンゴラ語（Lengola; 別名: Kilengola）: idenge[34]
- ロンボ語（Lombo; 別名: Turumbu）: bolendo、bolondo、bolundu、nagwanda[34]
- Kango語:〔Uélé方言〕nagbanda[34]
- Mpuono語:〔Mpuun (別名: Kibunda) 方言〕malumu、mulundu[34]
- Tiene語（別名: Tende）: moluni[34]
- クウィル川（Kwilu）流域: sese[34]
- ルコレラ[注 31]: moembe、molongo、molundo、molundu[34]
- 'Gazi': bulundu、munvula[34]
- 'Kiboie': mamba、mkamba[34]
- 'Nongo': mokongo[34]

アンゴラのポルトガル語では moreira という。

### 東アフリカ
ウガンダの現地語名には以下のようなものがある。
- ガンダ語: muvule[9]
- テソ語: elua, elowa[9]
- ニョロ語: mutumba
- マディ語（Ma'di）: vundi[9]
- Amba語（別名: Kwamba）: mbara[9]
- Sa(a)mia語:〔Gwe方言 (別名: Lugwe)〕mutumba[9]

東アフリカ地域の共通言語であるスワヒリ語では mvule と呼び、これはケニアにおいてもタンザニアにおいても通用する。その他ケニアの諸言語における名は以下の通りである。
- アウェーラ語（Aweera; 別名: Aweer; 蔑称: ボニ語 Boni）: manurui[36]、minarui[7]
- カンバ語: mvuli[36]、muvuli、kitangure[7]
- ギリアマ語（Giriama）: mvure[7]
- タヴェタ語（Taveta; 別名: タベタ語）: mvure[36][7]、murie[7]
- ディゴ語（Digo）: mvure[7]
- メル語: mururi[36][7]
- ルオ語: olua あるいは olwa と呼ぶ[37]
- ルヒヤ語: murumba[36][7]
  - ブクス語: kumurumba[7]
- ワアタ語（Waata; 別名: Sanya）: mvule[7]

タンザニアでは以下のような現地語名が見られる。
- ジグア語（Zigua; 別名: Zigula）: mzule[6]
- ジンザ語（Zinza）: msule[6]
- チャガ語: mrie[6]
- ニャキュサ語: mwale[6]
- ハヤ語: muzuli、mwuli[6]
- ヘヘ語（Hehe）: mpugusi[6]
- ムウェラ語[注 32]: mtalula[6]
- ルグル語（Luguru）: mvule、mwule[6]